# Гражданство Франции
Гражданство Франции — устойчивая правовая связь лица с Францией, выражающаяся в совокупности их взаимных прав и обязанностей.

## Основные положения
Французское гражданское право исторически основывается на принципе jus soli (право почвы), согласно определению Эрнеста Ренана, в противовес немецкому определению национальности jus sanguinis (право крови), формализованное Иоганном Готтлибом Фихте.
В законе 1993 года установлено требование для детей, родившихся во Франции от иностранных родителей, просить гражданство Франции при совершеннолетии, а не автоматически получать его. Это требование «проявления воли» впоследствии было аннулировано Законом Гигу в 1998 году, но дети, родившиеся во Франции у иностранных родителей, остаются иностранцами до обретения законного совершеннолетия.
Дети, рожденные во Франции туристами или другим краткосрочными посетителями, не приобретают французское гражданство в силу рождения во Франции: проживание должно быть доказано. Поскольку иммиграция становилась всё более политической темой в 1980-х годах, хотя она сопровождалась более низким уровнем иммиграции, как правые, так и левые правительства выпустили несколько законов, ограничивающих возможности натурализации.

## История
Французское гражданство и национальность были концепциями, существовавшими ещё до Французской революции.
В юридической истории натурализации во Франции есть три ключевых даты:
- 1804 — Гражданский кодекс, который допускал возможность натурализации.
- 1851 — иммигрантам третьего поколения (с одним родителем, родившимся на французской земле) была разрешена натурализация.
- 1889 — иммигрантам второго поколения, родившимся на французской земле, было разрешено натурализоваться по достижении ими совершеннолетия.

## Право на французское гражданство
- Jus sanguinis.
- Jus soli, при выполнении других требований (например, проживание во Франции).

Пленарное усыновление является единственным актом присоединения к гражданству, который оказывает прямое влияние на национальность. В отличие от процесса простого усыновления, ребенок, получающий гражданство в соответствии с процедурой принятия на пленарном заседании, нарушает связь с семьёй происхождения. Однако, это распространяется только на несовершеннолетних детей.
Дети, рожденные во Франции (включая заморские территории), по крайней мере один из родителей которых также родился во Франции, автоматически приобретают французское гражданство при рождении (double jus soli).
Ребёнок, родившийся во Франции у иностранных родителей, может приобрести французское гражданство при выполнении одного из условий:
- При рождении, если они не имеют гражданства.
- В 18 лет, если он проживает во Франции не менее 5 лет начиная с 11 лет.
- Между 16 и 18 годами по просьбе ребёнка, если он проживает во Франции не менее 5 лет с 11 лет.
- Между 13 и 16 годами по просьбе родителей ребёнка и постоянно проживающих во Франции с 8 лет.
- При рождении, если он родился во Франции до 1 января 1994 года.
- В возрасте 18 лет, если он родился во Франции 1 января 1994 года или после этой даты.

Ребёнок, родившийся за границей и имеющий только одного французского родителя, может отказаться от своего французского гражданства в течение шести месяцев до достижения им совершеннолетия или в следующем году (статья 19-4 Гражданского кодекса).

## Получение французского гражданства

### Натурализация
Лицо в возрасте 18 лет и старше может подать заявление на получение французского гражданства по натурализации после пятилетнего постоянного проживания во Франции (если он женат и имеет детей, то заявитель должен проживать во Франции со своей семьей). Кроме того требуется, чтобы у заявителя был свой основной источник дохода во Франции в течение пятилетнего периода.
Те, кто не является жителем Европейского Союза, Европейского экономического района или гражданами Швейцарии, должны иметь вид на жительство. Также существует программа получения вида на жительство во Франции для инвесторов, регистрирующих на территории страны свои представительства.
Срок проживания может быть полностью отменен для тех, кто служил во французских вооруженных силах, для беженцев или в других исключительных случаях.
Срок пребывания может быть сокращен до двух лет для человека, который закончил два года высшего образования и успешно получил квалификацию во Франции.
Иностранные граждане могут подать заявление на натурализацию после трёх лет службы во французском Иностранном легионе, крыле французской армии, которое открыто для людей любой национальности. Кроме того, солдат, раненный в бою во время службы в легионе, может немедленно подать заявку на натурализацию по принципу «Француз по пролитой крови».

## Свобода передвижения граждан Франции
Требования к визе для французских граждан являются административными ограничениями на въезд, установленными властями других государств. В 2017 году французы имели безвизовый доступ или визы по прибытии в 173 странах и территориях, а французский паспорт занимал 4-е место в мире в соответствии с индексом визовых ограничений.

## Гражданство Европейского союза
Французские граждане также являются гражданами Европейского Союза и, таким образом, пользуются правом свободного передвижения и имеют право голосовать на выборах в Европейский парламент.